# Santuario di San Vincenzo
Il santuario di San Vincenzo è uno dei principali luoghi di culto della città di Cernobbio.
È dedicato al patrono della città, san Vincenzo Martire e Diacono di Saragoza, festeggiato il 22 gennaio.
Era l'antica chiesa parrocchiale e prepositurale ed ha ceduto il titolo nel 1935 in favore della nuova chiesa del Santissimo Redentore.

## Storia
In seguito alla chiusura del concilio tridentino papa Pio IV esortò gli ordinari locali a verificare il grado di spiritualità ed integrità degli ecclesiastici a servizio di Santa Madre Chiesa, seguendo l'esempio dell'arcivescovo di Milano, Carlo Borromeo, il vescovo di Como, Gianantonio Volpi nel maggio 1578 visita il monastero delle monache benedettine di Cernobbio e ne impone la ristrutturazione fisica e morale andando a modificare le abitudini dei cernobbiesi fino ad allora abituati a frequentare la chiesa del convento.
La piccola chiesa del borgo, la cui origine sembrerebbe risalire al XII secolo, all'epoca del vescovo di Como Volpi doveva essere poco più di una cappella. Troviamo sue tracce nel 1621 quando nei suoi pressi di verificò un episodio delittuoso, avvenuto a seguito di un litigio tra due soldati napoletani di stanza a Como. Per evitare l'arresto, l'omicida si rifugiò all'interno della chiesa, ma i soldati incaricati di stanarlo, incuranti della profanazione che andavano compiendo, entrarono armati nel luogo sacro uccidendolo. La chiesa fu interdetta al culto per alcuni mesi e la popolazione domandò al parroco di risanarla e contemporaneamente si fece strada la volontà di ingrandirla. Solo nel 1760 con l'allora parroco Giovanni Battista Caminada si poté dare inizio ai lavori grazie a munifiche donazioni, e al concorso dei cernobbiesi, ma per conseguenza delle misere condizioni in cui versava la popolazione, l'opera intrapresa cagionò tali e tanti fastidi al curato da spingerlo a ritornarsene a Brienno, suo paese natale. Il suo successore, don Giuseppe Riva, da Rovenna (attuale frazione di Cernobbio), sovrintese ai lavori di rifacimento giungendo fino alla consacrazione del nuovo tempio avvenuta per mano del vescovo di Como Giovan Battista Mugiasca il 25 luglio 1775. Rispetto al precedente, il nuovo edificio guadagna lunghezza e larghezza mantenendo tuttavia la struttura originaria ad una sola navata con il portone principale in fronte all'altare maggiore, l'ingresso laterale a sinistra e la canonica addossata al lato destro prospiciente al lago. È stato invece rimosso il "loggiato delle confraternite" per far spazio agli altari laterali, la volta è stata alzata ed un nuovo campanile è stato eretto. Gli arredi sono tuttora più o meno coevi alla ricostruzione dell'edificio: il coro ligneo, il confessionale ed i simulacri di santa Marta e della Madonna del Rosario; si conserva ancora qualche pezzo cinquecentesco: dalle pile per l'acqua santa, al battistero databile secondo le iscrizioni nel 1570 grazie alle "devote offerte dei cernobbiesi", passando per una preziosa croce processionale in argento ed oro uscita dall'officina del cesellatore Francesco Gregorio di Gravedona, al quale si attribuisce anche un calice in oro a base esagonale.
Nel 1978 un incendio distrusse l'altare maggiore, pregevole opera in legno portante quattro pannelli dipinti attribuiti alla scuola del Tiepolo; rimasero integri i due angeli, un candelabro (che furono successivamente trafugati) ed il paliotto in scagliola con al centro Santo Vincenzo realizzato dai maestri intelvesi; il rifacimento dell'intero altare fu possibile grazie a una riproduzione fotografica, dalla quale la Galleria d'Arte Agrati di Monza ne ricavò una copia fedele.
Nel 2005 sono stati svolti lavori di consolidamento della volta interna, di restauro degli affreschi, della facciata e del campanile per volontà dell'allora prevosto monsignor Ambrogio Gino Discacciati.

## La facciata
La facciata fu realizzata nel 1861 su disegno dell'architetto milanese Giacomo Bussi, grazie alla generosità del sacerdote ticinese Costantino Gianorini, canonico della basilica di Sant'Ambrogio di Milano che amava soggiornare a Cernobbio. Nelle nicchie laterali al portale, sormontato da figure di angeli a lato della Croce, sono rappresentati san Costantino (a memoria del benefattore) e sant'Ippolito (patrono del paese di origine del benefattore). Le altre statue rappresentano le raffigurazioni simboliche delle Virtù, con i loro attributi iconografici.

### La questione della facciata

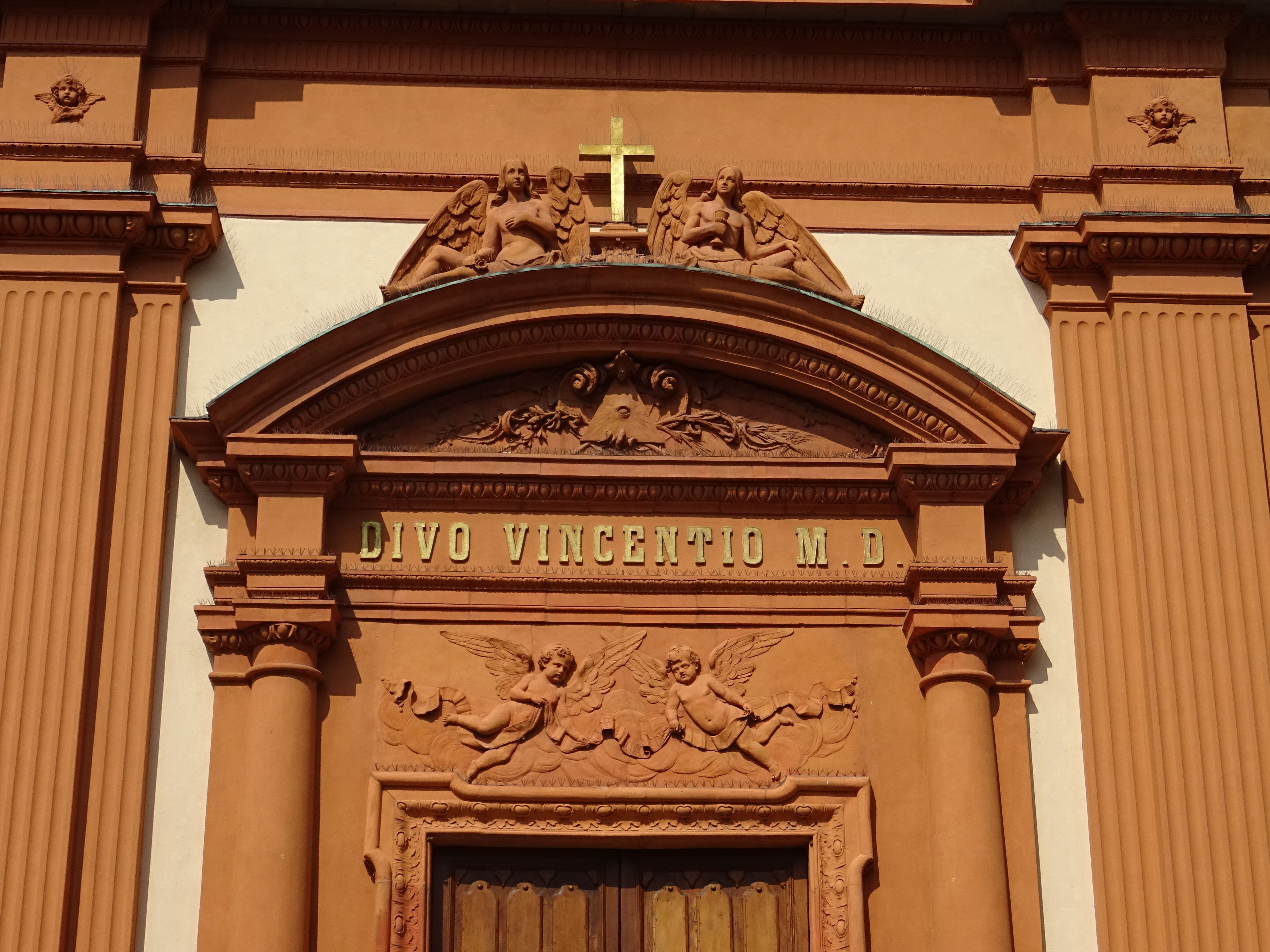
Dettaglio della facciata

Il disegno, ideato dall'architetto Giacomo Bussi, era pronto alla fine del 1853, ma le condizioni di particolare disagio socio-economico di quegli anni fecero slittare il progetto. Nelle cronache del 1855 l'annata è ricordata tra le più infauste: "Le stagioni corsero perverse, fu lungo e freddo l'inverno, breve ed acquosa la primavera, la state brevissima ed asciutta e l'autunno piovosissimo". Nel giugno, per la terza volta dall'inizio del secolo, il Lario esondò superando la soglia del duomo di Como e depositando sulle rive il solito "Sedimento di materie che si putrefanno". In comune si rincominciò a parlare della facciata della chiesa nell'autunno 1857 e fra novembre e dicembre erano attesi in provincia l'imperatore Francesco Giuseppe e la giovane consorte Elisabetta; per l'occasione, gli amministratori di tutti i centri, piccoli o grandi che fossero, si mobilitarono per dare risonanza all'avvenimento: Cernobbio, oltre alla risoluzione di "Festeggiare tale fausta venuta con illuminazioni, falò, e banda musicale, e di fare allestire a festa una barca nel modo che verrà eseguito dagli altri comuni lacuali vicino a Como", "onde poi et eternare la memoria e rendere perenne l'epoca di sì felice venuta" decise "essendo decoroso ed utile di eseguire la facciata della chiesa parrocchiale". Avrebbe dovuto comparirvi anche una lapide "con iscrizione che ricordi la fausta venuta delle LL. MM. gli Augustissimi nostri Imperatori e Imperatrice". Ma la visita non ebbe luogo; le ristrettezze finanziarie del comune, unite agli sviluppi politici di quell'ultimo biennio di dominazione austriaca, vanificarono il proposito. I Convocati comunali andarono in gran parte deserti e la Deputazione si occupò di questioni di normale routine amministrativa, misurandosi con le reiterate richieste di sussidio degli "Infermi miserabili".
Il canonico Gianorini non si dette per vinto, e quattro anni dopo, alla nuova delegazione dello Stato italiano offrì di coprire la maggior parte della spesa, preventivata in circa settemila lire. L'opera entrò così nella fase esecutiva; alla decorazione in pietra di Viggù, più economica di poco, venne preferita quella in cotto, giudicata più ricca e indicata dalla ditta Andrea Boni di Milano che la realizzò nell'estate successiva. Per ironia della sorte, la facciata veniva in tal modo a collegarsi con il compimento con l'unità d'Italia. Come Cavour, qualche anno dopo, Gianorini spirava e una lapide marmorea posta all'interno della chiesa recita:

## L'interno

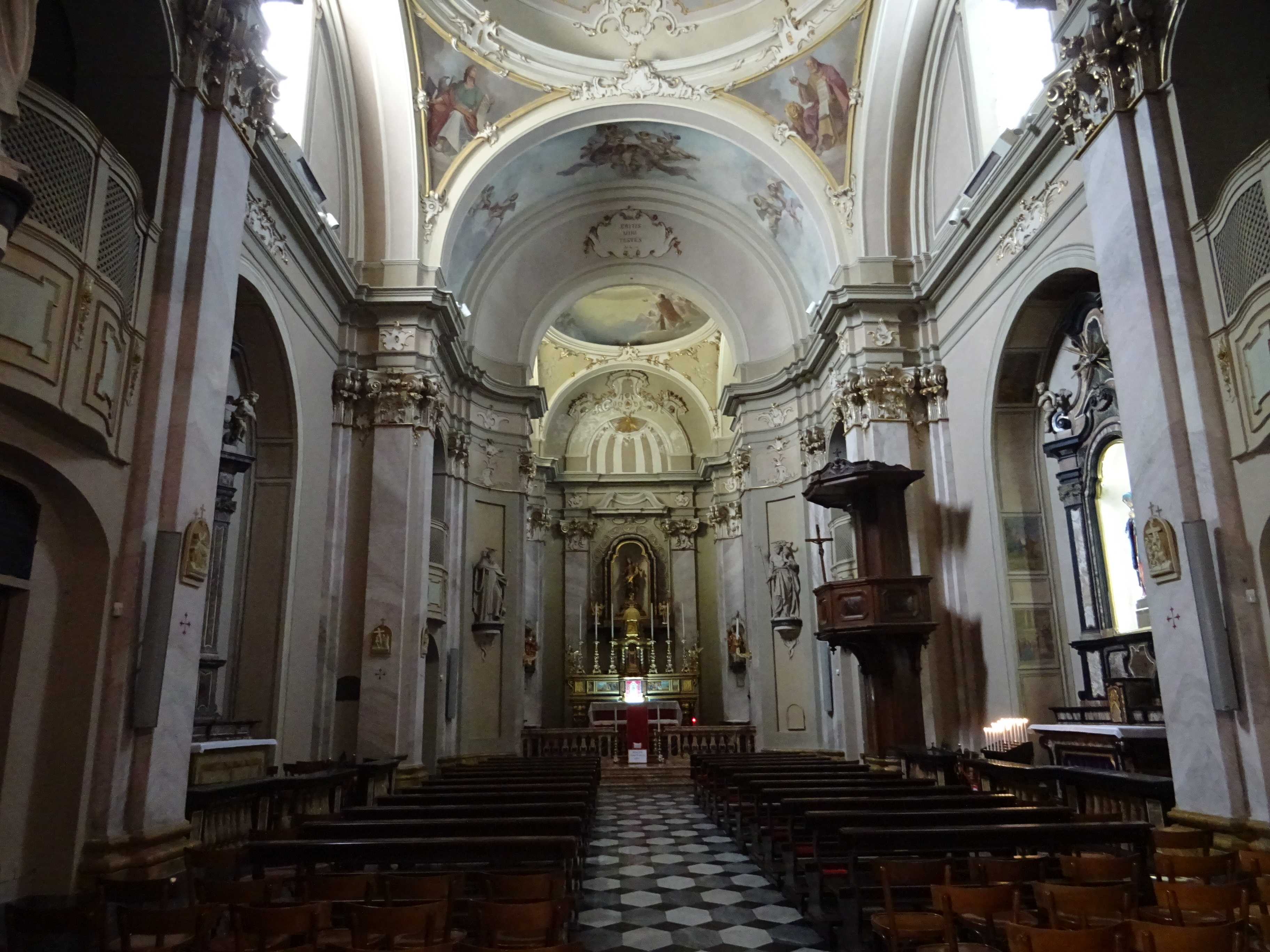
Interno della chiesa

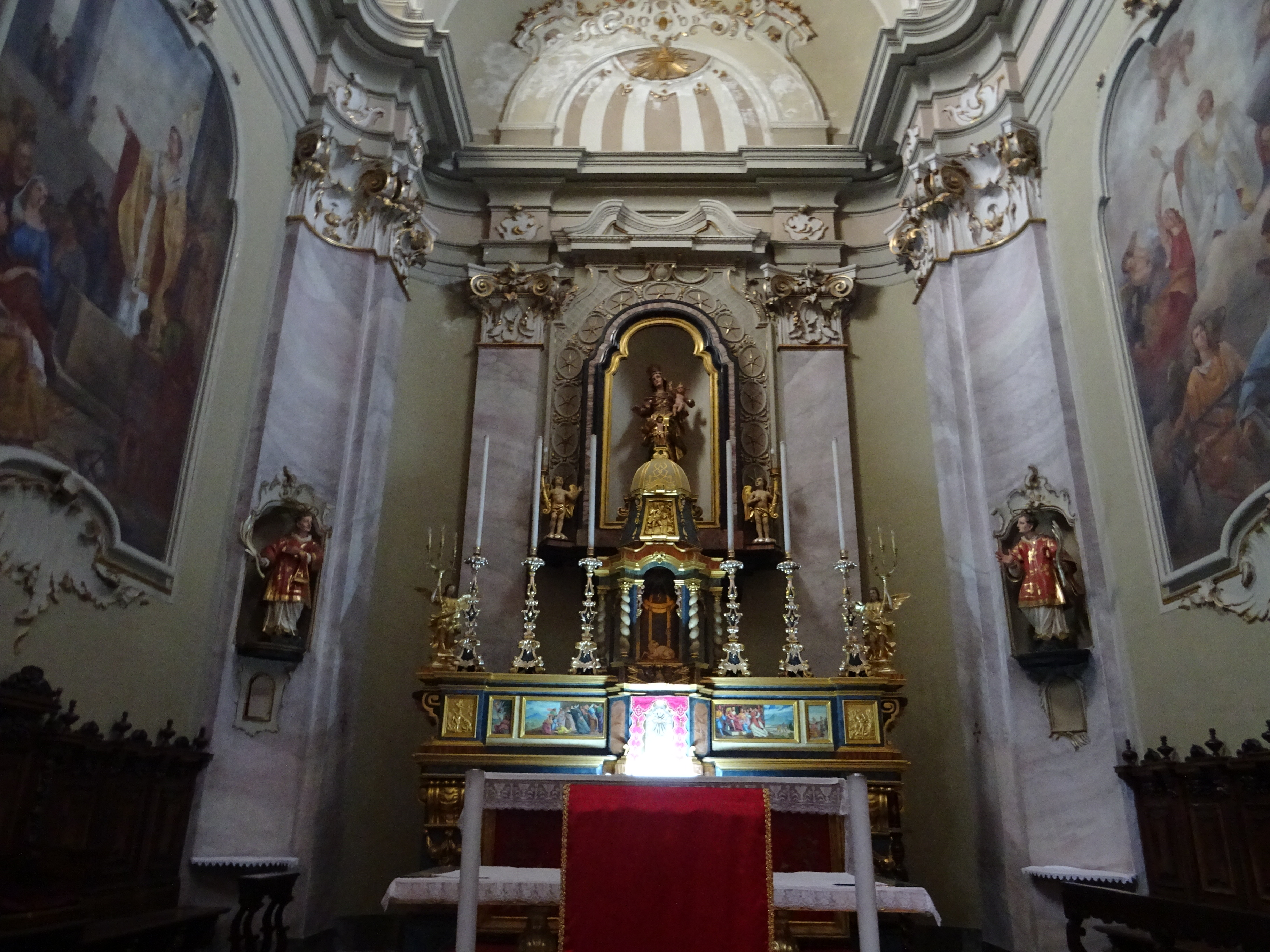
Altare maggiore

L'interno è a un'unica navata, con due altari laterali in marmi policromi, leggermente arretrati e delimitati da balaustre. Nella nicchia alla sinistra dell'ingresso è ospitata una statua recente del Sacro Cuore di Gesù e l'antico battistero datato 1570 e realizzata grazie alle "devote offerte dei Cernobbiesi", come attesta l'iscrizione lungo il bordo. L'altare laterale destro accoglie una statua della compatrona, festeggiata tutt'oggi con vivo fervore la terza domenica di settembre, in gesso dei primi del XX secolo della Madonna Addolorata, proveniente dalla nuova chiesa del Santissimo Redentore, in sostituzione di una più antica di cera e vestita; l'intradosso dell'arco è ornato con affreschi sui sette dolori di Maria. L'altare di sinistra, sempre settecentesco, è invece dominato da un bel simulacro ligneo della prima metà del XVIII secolo raffigurante Santa Marta, il cui culto era localmente molto diffuso perché legato all'attività dell'importante omonima confraternita oggi soppressa. La volta della chiesa è affrescata con una Gloria di angeli mentre i pennacchi con i Quattro Evangelisti. La volta del presbiterio è invece decorata con la Santissima Trinità adorata da San Vincenzo e le pareti del presbiterio con Episodi della vita di San Vincenzo (a sinistra) e San Lorenzo (a destra).

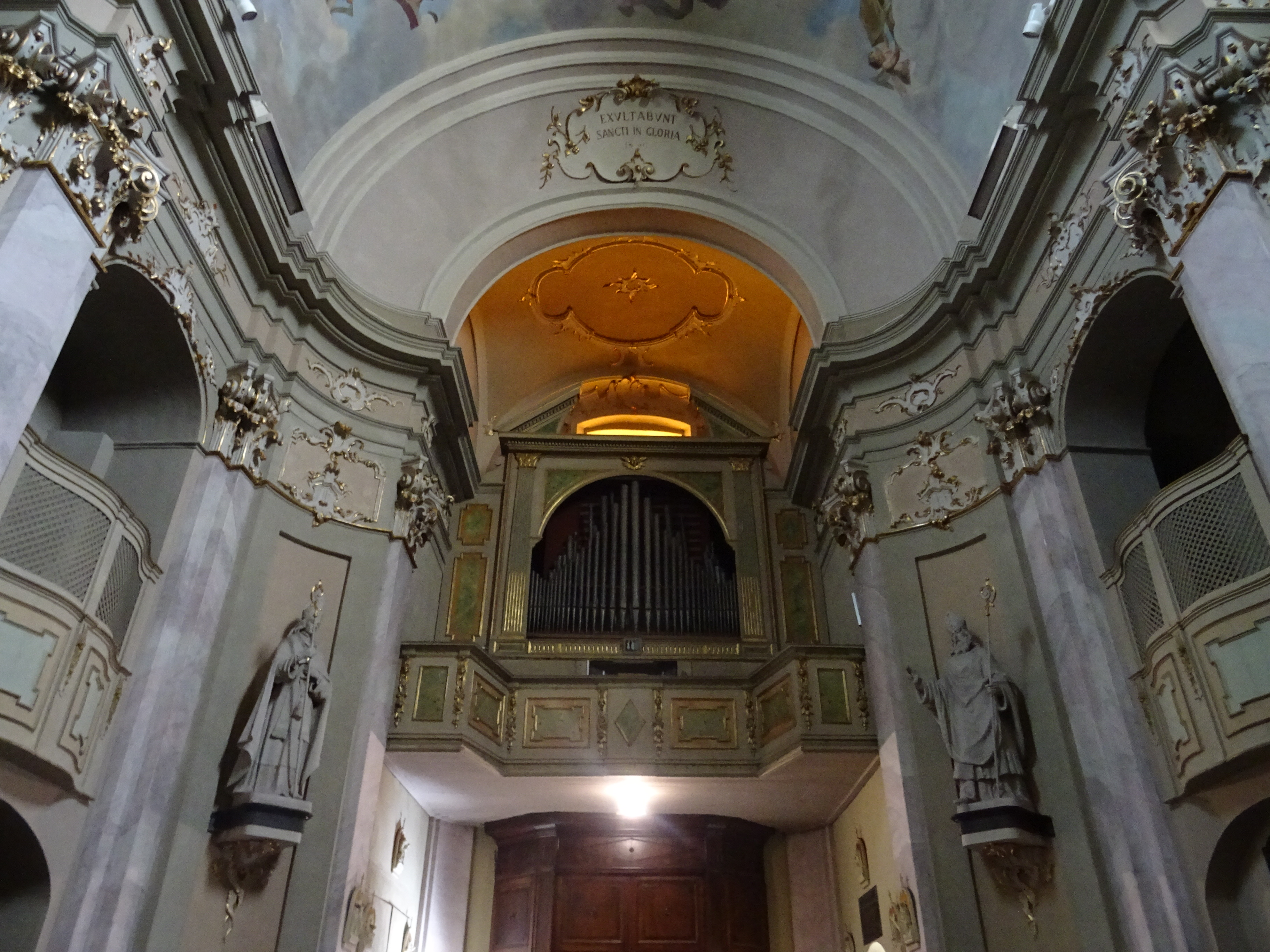
Organo

L'altare maggiore in legno dorato e dipinto, è una copia fedele dell'originale andato distrutto in un incendio (1978). Nella nicchia centrale della parete absidale spicca una bella statua lignea secentesca della Madonna del Rosario, opera del comasco Giovanni Gaffuri (1676) e acquistata a spese dei "molinari"; ai lati le statue novecentesche di San Vincenzo (a sinistra) e di San Lorenzo (a destra). La controfacciata ospita l'organo; sul fondo della navata sono collocate le statue a sinistra di Sant'Abbondio (patrono di Como) e a destra di Sant'Ambrogio (patrono di Milano), entrambe risalenti al 1863, mentre ai lati del presbiterio i simulacri più antichi di Sant'Antonio abate a sinistra e San Cristoforo con il Bambino a destra, protettore dei pellegrini, la cui festa era anticamente celebrata con grande solennità. In sagrestia è conservato un mobile di noce probabilmente risalente al primo quarto del Settecento; secondo la tradizione è stato donato dai pescatori, come suggeriscono le iniziali H.O.P riprodotte ("Hoc Opus Piscatorum").